# 시코쿠 여객철도 5000계 전동차
시코쿠 여객철도 5000계 전동차(일본어: 四国5000系電車)는 2003년 10월 1일부터 운행하고 있는 시코쿠 여객철도 마린라이너의 전동차이다.
이 차량은 우노 선, 혼시비산 선, 요산선, 세토대교 선 운행에 투입할 목적으로 제작되었다.
전 편성이 가와사키 중공업, 도큐차량제조에서 제조되었다.

## 운행 노선
- 우노 선
- 혼시비산 선
- 요산선
- 세토대교 선

## 편성
- 시코쿠 여객철도 5000계 전동차는 다음과 같은 편성으로 구성되었다.[1]

| 호차 | 1    | 2    | 3    |
| ---- | ---- | ---- | ---- |
| 명칭 | Tswc | T    | Mc   |
| 번호 | 5100 | 5200 | 5000 |

3호차의 경우 팬터그래프가 존재한다.

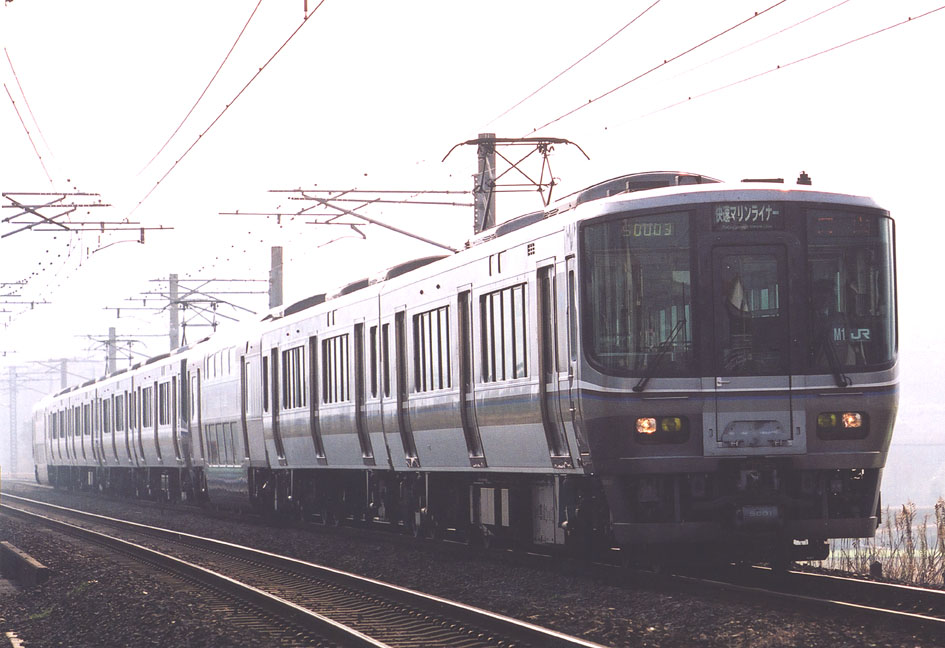
5000계 선두부
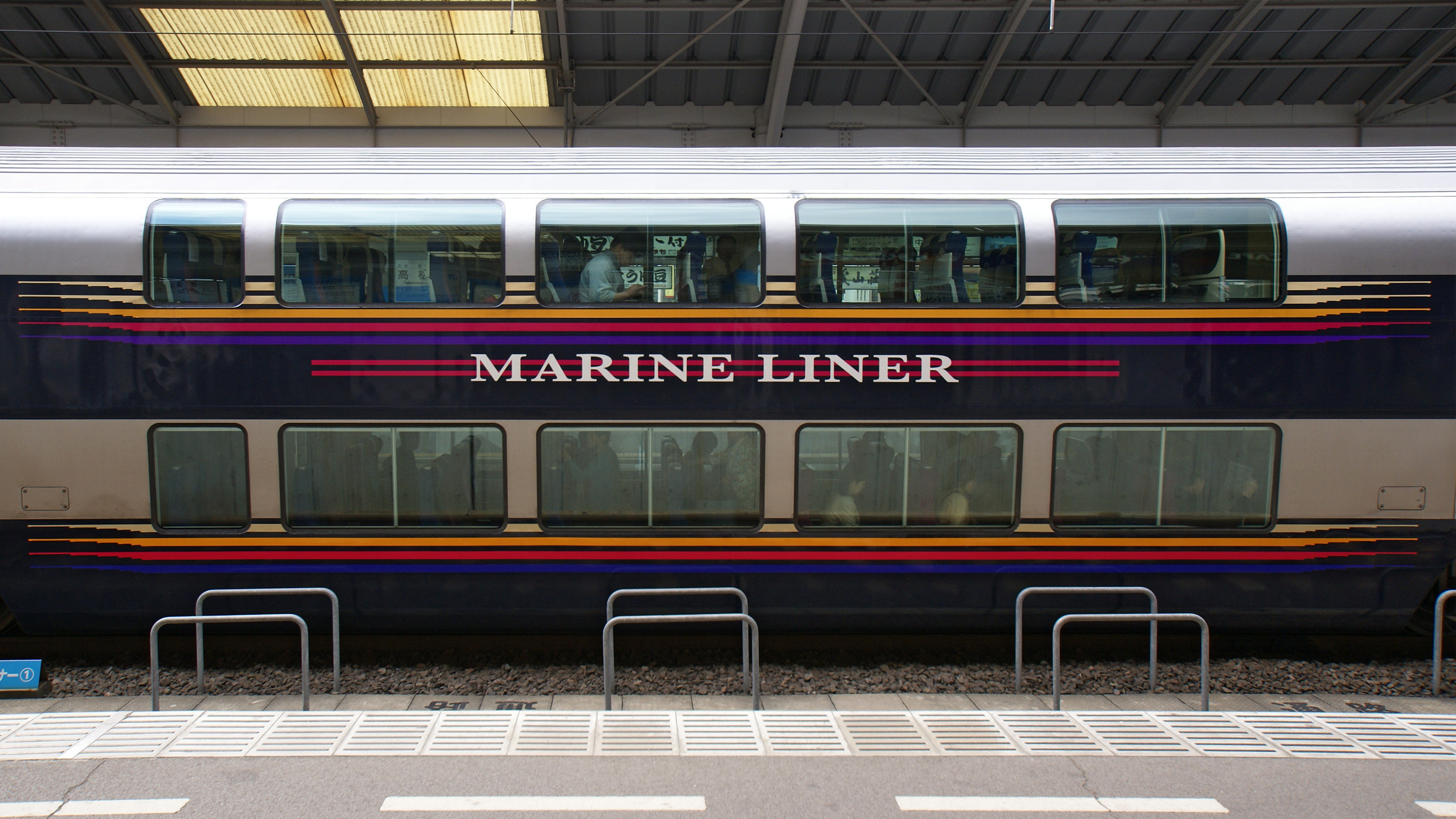
5000계 5100형 측면도
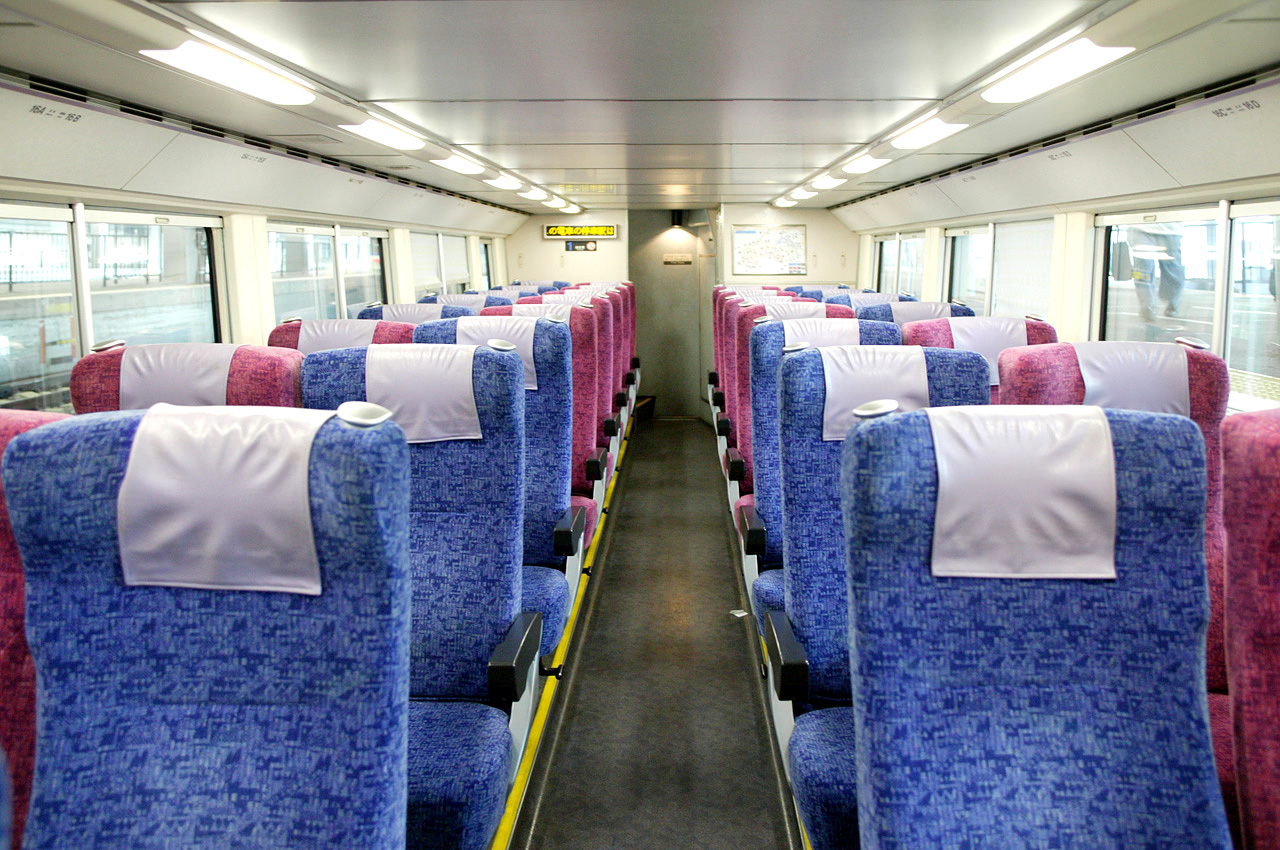
5000계 5100형 좌석 내부

## 참고 자료
- (일본어) 시코쿠 여객철도 5000계 전동차 - 공식 웹사이트